# Asida
Asida is een geslacht van kevers uit de familie van de zwartlijven (Tenebrionidae). Het behoort tot de onderfamilie Pimeliinae. De wetenschappelijke naam werd in 1804 (jaar XII van de Franse republikeinse kalender) gepubliceerd door Pierre André Latreille. Latreille kende twee soorten aan het geslacht toe: Asida grisea voorkomend in Frankrijk, Italië en Spanje, en Asida fusca voorkomend in Spanje.

## Soorten
Asida is een omvangrijk geslacht, dat meer dan 20 ondergeslachten telt, waaronder Asida, Globasida, Planasida, Polasida enzovoort. Fauna Europaea vermeldt 157 Asida-soorten en -ondersoorten. In Europa komt dit geslacht voor in West-Europa, en vooral in de landen rond de Middellandse Zee.
Enkele soorten:
- Asida (Asida) anachoreta Leo, 2009 (voorkomend op Sardinië)[3]
- Asida christinae Soldati & Leo, 2005 (voorkomend op Corsica)[4]
- Asida coachei Soldati & Leo, 2005 (voorkomend op Corsica)[4]
- Asida (Asida) dryas Leo, 2009 (voorkomend op Sardinië)[3]
- Asida gibbicollis Perez, 1865
- Asida dejeanii Solier, 1836
- Asida ligurica Baudi di Selve, 1875
- Asida lutosa Solier, 1836
- Asida marmottani Brisout de Barneville, 1863
- Asida ricoi Martinez, 1873
- Asida sabulosa (Fuesslin, 1775)
- Asida schusteri Reitter, 1917
- Asida sericea (Olivier, 1795)
- Asida solieri Gene, 1836